# Муденбах
Муденбах (нім. Mudenbach) — громада в Німеччині, розташована в землі Рейнланд-Пфальц. Входить до складу району Вестервальд. Складова частина об'єднання громад Гахенбург.
Площа — 4,78 км2. Населення становить 721 ос. (станом на 31 грудня 2020).